# John Knowles Paine
John Knowles Paine (9. januar 1839 – 25. april 1906) var en amerikansk komponist født i Portland, Maine, USA.
Paine var den første amerikanske komponist der blev kendt for sin orkestermusik ud over Amerikas grænser sammen med Edward McDowell.
Han har komponeret 2 symfonier, 1 opera, og orkestermusik.
Han studerede orgel og komposition i Tyskland, og var med til at grundlægge Harvard School of Music, i USA.
Han underviste bl.a. Charles Ives, John Alden Carpenter og Daniel Gregory Mason.

## Udvalgte værker
- Symfoni nr. 1 (i C-mol) (1875) - for orkester
- Symfoni nr. 2 "I foråret" (i A-dur) (1879) - for orkester
- "Stormen" (18?) - for orkester
- "Messe i D" (18?) - for kor og orkester
- "Som du kan lide det" (overture) (18?) - for orkester
- " reludium for Oedipus Tyrranus" (18?) - for orkester
- "Azara" (18?) - opera
- "ST Peter et oratorium" (18?) - for kor